# 洛科季 (布良斯克州)
洛科季（羅馬化：Lokotʹ）是俄罗斯布良斯克州的市级镇、布拉索沃区行政中心，位于杰斯纳河流域内涅鲁萨河畔，在州府布良斯克南。
该地2021年人口有9,226人；2010年人口10,028；2002年人口12,094；1989年人口11,191。